# Ranulf de Glanville

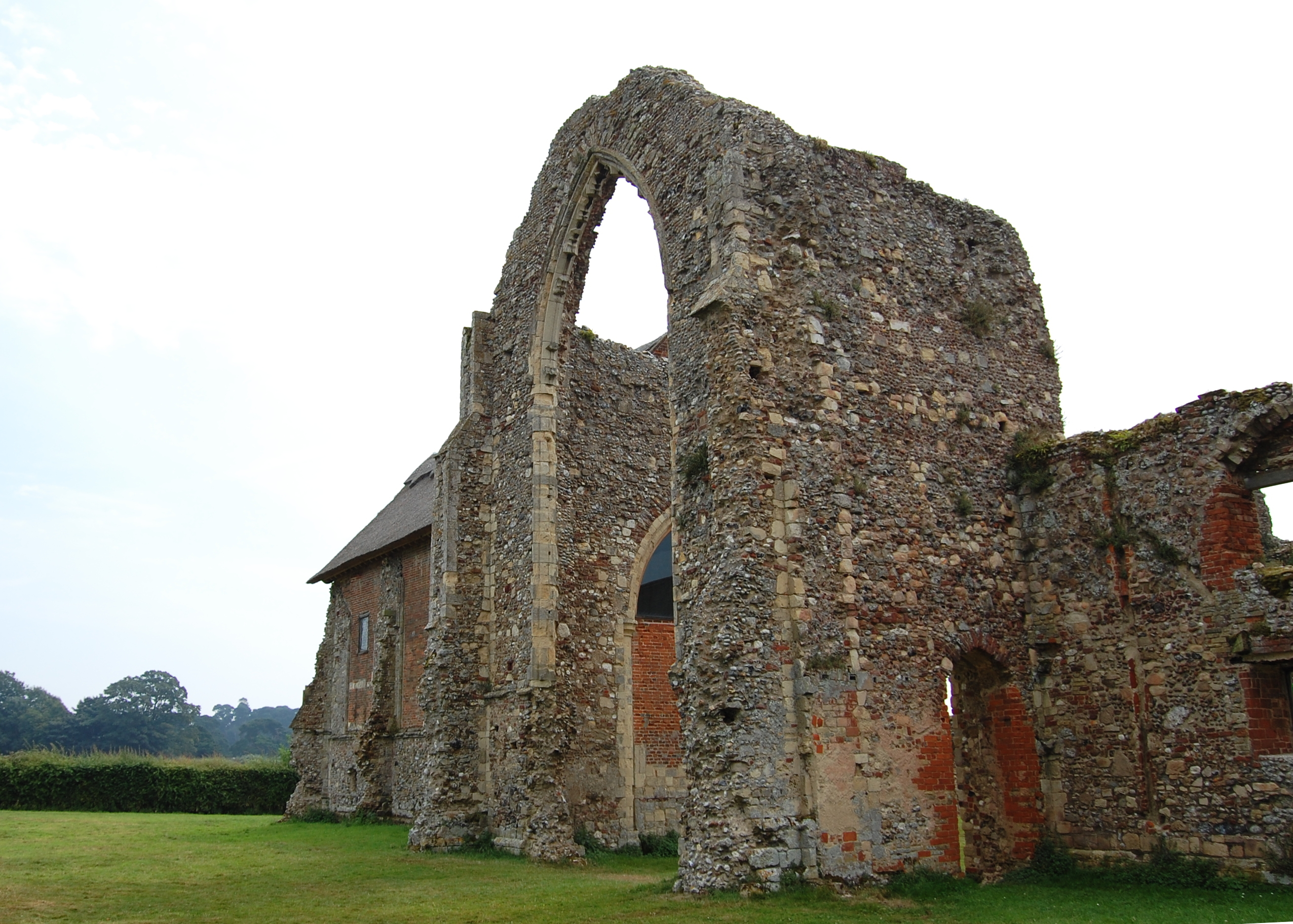
Die Ruinen der von Glanville gegründeten Leiston Abbey

Ranulf de Glanville (auch Ranulph de Glanvill) (* um 1120; † 21. Oktober 1190 bei Akkon) war ein anglonormannischer Adliger. Von 1180 bis 1189 diente er als Justiciar von England.

## Herkunft und frühe Jahre
Glanville entstammte einer anglonormannischen Familie des niederen Adels, die sich nach dem Dorf Glanvill bei Pont-l’Évêque in der Normandie nannte. Glanville stammte aus Suffolk, wo sein Vater Hervey de Glanville mit zu den angesehensten Adligen gehörte. Der Überlieferung nach wurde er in Stratford geboren, womit vermutlich das Stratford St Andrew bei Saxmundham gemeint ist. Dort gründete er später Butley Priory. Glanville wird erstmals 1144 anlässlich eines Rechtsstreits seines Vaters mit dem Kathedralkapitel von Ely erwähnt. Möglicherweise gehörte Glanville zu den vier Anführern der anglonormannischen Streitmacht, die 1147 mit das unter muslimischer Herrschaft stehende Lissabon belagerten und eroberten. Nach dem Tod seines älteren Bruders erbte er die Besitzungen seines Vaters. Um 1150 bestätigte Glanville zusammen mit anderen Verwandten verschiedene Schenkungen seines Onkels Bartholomew an Bromholm Priory. Ende der 1150er Jahre bezeugte er in Suffolk zwei Urkunden von William, einem der Söhne von König Stephan. Vor 1170 heiratete Glanville Bertha, eine Tochter von Theobald de Valognes. Theobald war ein Adliger mit Besitzungen in Parham, einer Herrschaft, die an Glanvilles Güter in Suffolk grenzte, sowie in Yorkshire. Als Mitgift brachte Bertha mehrere Güter, darunter Butley in Suffolk mit in die Ehe. Berthas Schwester Matilda heiratete Hervey Walter, den Vater des späteren Justiciars und Erzbischofs Hubert Walter, der damit ein Neffe von Glanville war.

## Aufstieg im Dienst des Königs
Zwischen 1163 und 1170 war Glanville Sheriff von Yorkshire, wohin er nur über die Familie seiner Frau Verbindungen hatte. Mindestens zeitweise war er dazu am Königshof, wo er vor 1168 eine Urkunde bezeugte. Wegen einer rechtlichen Untersuchung wurde er 1170 als Sheriff von Robert III de Stuteville abgelöst. Glanville fiel jedoch nicht beim König in Ungnade, denn im Juni oder Juli 1171 gehörte er zum Gefolge von Heinrich II. in Frankreich und im Oktober 1171 in Irland. In diesem Jahr wurde er nach dem Tod von Earl Conan Verwalter der Honour of Richmond in Yorkshire, was er bis mindestens 1183 blieb. Von 1173 bis 1174 war er Sheriff von Lancashire. Die Rebellion der Söhne des Königs von 1173 bis 1174 führte zu Glanvilles weiteren Aufstieg. Während der Rebellion war er zunächst an der Gefangennahme von Hamo de Massy, einem englischen Verbündeten von König Wilhelm I. von Schottland beteiligt. Als der schottische König im Juli 1174 in Nordengland einfiel, übernahm Glanville das Kommando über die Armee zur Abwehr dieses Angriffs. Dabei soll er selbst einen Teil der Armee geführt haben, mit dem er der Hauptarmee voraus zog. Als dieser Trupp Alnwick Castle erreichte, sollen sie, gedeckt durch Nebel, am 13. Juli die Schotten überrascht und in die Flucht geschlagen haben. Glanville soll dabei selbst den schottischen König gefangen genommen haben. Auf Befehl von Heinrich II. brachte Glanville den gefangenen König zunächst nach Southampton und dann weiter in die Normandie.
Dieser militärische Erfolg führte zum weiteren Aufstieg Glanvilles. Unter anderem wurde er im Juni oder Juli 1175 königlicher Richter. Besonders während der Aufenthalte des Königs in Nordengland gehörte Glanville dann zum Gefolge des Königs. 1175 oder 1176 wurde er erneut Sheriff von Yorkshire, was er bis zum Tod von Heinrich II. 1189 blieb. 1177 wurde er dazu Sheriff von Westmorland, was er drei Jahre lang blieb. In diesem Amt ließ er sich jedoch teilweise durch seinen Verwalter Reiner vertreten. Die Übernahme dieser Ämter war für Glanville sehr einträglich. Die Schulden, die er für die Ausübung seiner Ämter aufnahm, erließ ihm der König gegen die Übergabe von zwei Gerfalken. Ab Michaelis 1175 diente Glanville zusammen mit Hugh de Cressy als reisender Richter, wobei er in fünfzehn Counties tätig war. 1179 wurde er Richter für die Gebiete nördlich des Trent. Im Dienst des Königs reiste Glanville vermutlich 1176 nach Flandern, wo er 1177 königlicher Gesandter war. Dabei nahm er den Eid von Graf Philipp von Flandern entgegen, nach dem dieser seine Nichten nur mit Zustimmung des englischen Königs verheiraten wollte. 1180 war Glanville an einer königlichen Ratsversammlung in Oxford teil, auf der der König seine Pläne für eine Währungsumstellung vorstellte. Dazu war er an Friedensverhandlungen mit König Philipp II. von Frankreich und dem Grafen von Flandern beteiligt.

## Justiciar von England

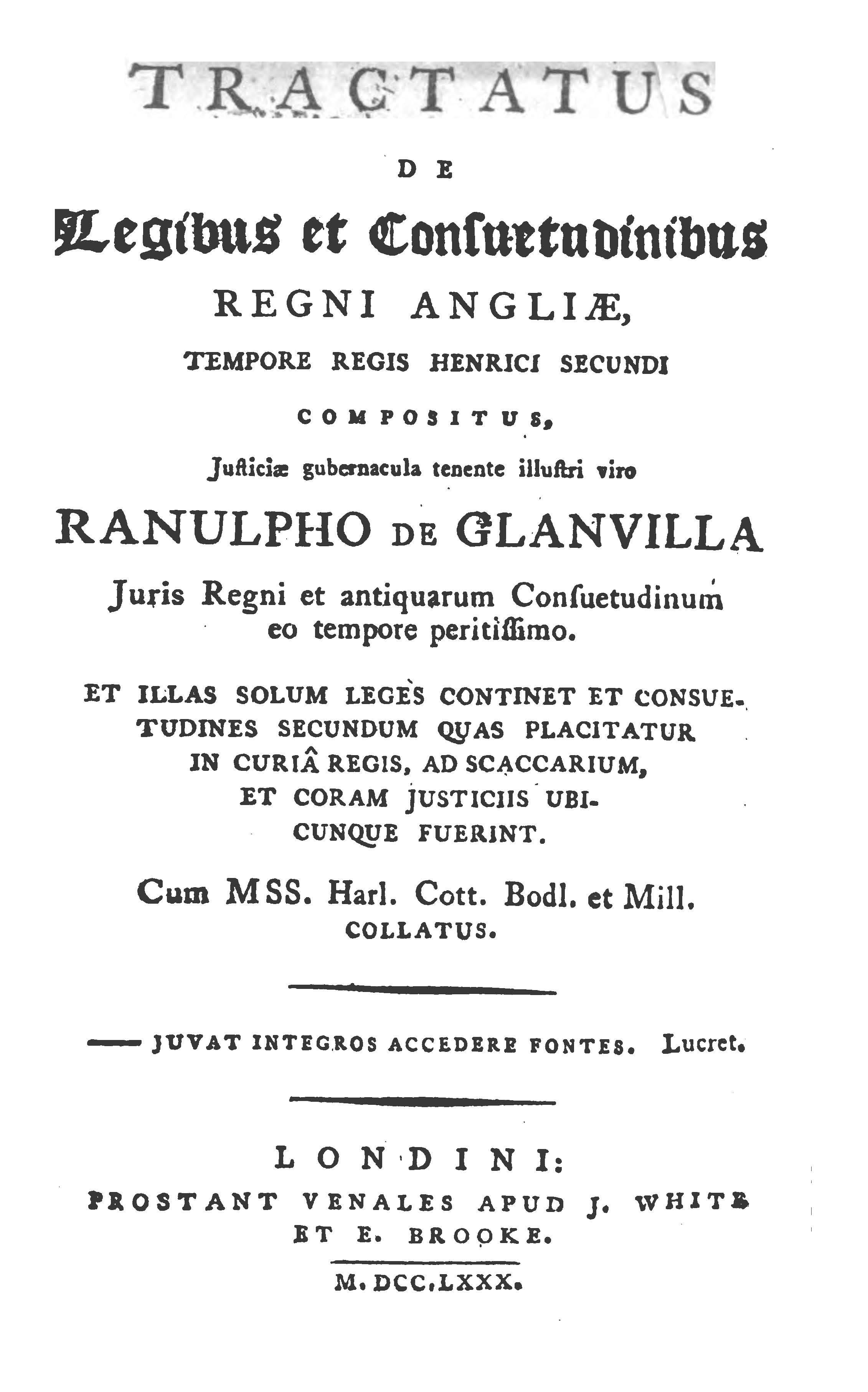
Titelblatt einer 1780 erschienenen Ausgabe des Glanville zugeschriebenen Tractatus

Als Nachfolger des 1178 zurückgetretenen Richard de Luci wurde Glanville 1180 Chief Justiciar des Königs, wobei das genaue Datum seiner Ernennung nicht bekannt ist. Mit diesem Amt übernahm Glanville nicht nur zahlreiche Verwaltungsaufgaben, sondern diente während der Abwesenheit des Königs auch als Vizekönig. 1182 unternahm er dabei einen Feldzug nach Wales. 1184 war er Tutor von Johann, dem jüngsten Sohn Heinrichs II., als dieser seinen Vater in die Normandie folgte. 1184 diente er zusammen mit Erzbischof Richard von Canterbury als königlicher Gesandter in Wales und geleitete Fürst Rhys ap Gruffydd zum König nach Hereford. 1184 leitete er dazu eine Ratsversammlung in London, die den päpstlichen Gesandten in England die Erlaubnis verweigerte, für den Papst Hilfsgelder zu sammeln. 1185 vermittelte Glanville in den Welsh Marches einen Frieden zwischen den walisischen Fürsten unter Rhys ap Gruffydd und den Marcher Lords von Herefordshire und Chester. Er begleitete den jungen Johann Ohneland nach Irland, das ihm sein Vater als Herrschaft überlassen hatte. Dort setzte sich Johann jedoch über Glanvilles Ratschläge hinweg, so dass Johanns Herrschaft scheiterte und er im September 1185 wieder nach England zurückkehren musste. Im selben Jahr reiste Glanville nach Frankreich, wo er nach schwierigen Verhandlungen einen Waffenstillstand mit dem französischen König vereinbaren konnte.
Glanville war zur wichtigsten Stütze des alternden Heinrichs II. geworden. Im letzten Jahr der Herrschaft von Heinrich II. pendelte er mehrmals zwischen England und der Normandie, um die schwindende Macht des Königs zu sichern. Nach Heinrichs Tod nahm Glanville an der Krönung von Richard Löwenherz teil. Richard beauftragte ihn, die anschließenden Judenverfolgungen zu unterbinden, wobei er jedoch wenig Erfolg hatte. Anschließend wurde er 1189 als Justiciar abgelöst. Angeblich soll Richard ihn wegen Amtsmissbrauch zu einer Strafe von £ 15.000 verurteilt haben, wofür es jedoch keinen Beleg gibt. Nach der Chronik von William of Newburgh legte Glanville sein Amt dagegen aus Altersgründen nieder. Zusammen mit seinem Neffen Hubert Walter und anderen Vertrauten nahm er am Kreuzzug von Richard Löwenherz teil. Er begleitete den König bis nach Marseille und erreichte schließlich das Heilige Land. Dort erkrankte er und starb während der Belagerung von Akkon.

## Bewertung
Glanville war ein loyaler Gefolgsmann von Heinrich II., und als Justiciar erwies er sich als bedeutender Rechtsgelehrter, als umsichtiger Verwalter und als fähiger Militär. Der König dankte Glanville vielfältig. 1175 oder 1176 hatte der König ihm Besitzungen bei Leiston in Suffolk übergeben, wo Glanville wenig später die Prämonstratenserabtei Leiston Abbey gründete. 1185 wurde er für ein halbes Jahr Verwalter von Northumberland. Dazu erhielt er das Gut sowie das Patronatsrecht der Kirche von Upton in Norfolk. Glanvilles Stellung als Justiciar war eng mit der Macht des Königs verknüpft. Dies zeigt sich, dass er sein Amt kurz nach dem Tod des Königs verlor. Im Allgemeinen bewerteten bereits die zeitgenössischen Chronisten wie Richard of Devizes Glanville als fähigen und guten Beamten. Gerald von Wales lobt dazu seine Klostergründungen in Butley und Leiston. Nach Roger von Hoveden verfasste Glanville eine Gesetzessammlung, und er gilt als Urheber des Buches Tractatus de legibus et consuetudinibus regni Anglie. Das Buch befasst sich mit der königlichen Gerichtsbarkeit und wurde zwischen 1187 und 1189 geschrieben oder wenigstens vollendet. Es hatte wesentlichen Einfluss auf die Herausbildung des Common Law, die Urheberschaft von Glanville wird jedoch angezweifelt. Neben Glanville gelten auch die späteren Justiciare Hubert Walter und Geoffrey fitz Peter als mögliche Autoren, wahrscheinlicher ist aber, dass ein nicht genannter, aber gut ausgebildeter Beamter aus dem Umfeld Glanvilles oder von Hubert Walter der Autor war.
Schon als Sheriff von Yorkshire hatte Glanville allerdings auf Vertraute und Verwandte aus East Anglia zurückgegriffen und sie als Beamte eingesetzt. Diese Praxis setzte er als Justiciar fort, beispielsweise diente sein Bruder Osbert spätestens ab 1182 in der königlichen Verwaltung in Westminster. Der bekannteste Verwandte, den er begünstigte, war sein Neffe Hubert Walter. Auch weitere seiner Verwandten profitierten von seinem Amt, unter anderem erhielten fünf seiner Verwandten während seiner Amtszeit als Justiciar ein Amt als Sheriff. Neben diesem Nepotismus hat Glanville auch nachweislich zu seinem Vorteil sein Amt missbraucht. Nach dem Chronisten Roger von Hoveden hat er 1170 zu Unrecht den Landadligen Gilbert of Plumpton aus Yorkshire beschuldigt, eine Erbin verführt zu haben. Er wollte die Erbin mit seinem Gefolgsmann Reiner verheiraten und verurteilte deshalb Plumpton zum Tode. Durch die Intervention von Bischof Roger von Worcester wurde das Urteil nicht vollstreckt, doch Plumpton soll bis zu seinem Tod in Gefangenschaft von Glanville geblieben sein.

## Nachkommen und Erbe
Mit seiner Frau Bertha de Valognes hatte Glanville mehrere Töchter, darunter Matilda, Amabilla und Helewise, die ihn überlebten. Da er keine überlebenden Söhne hatte, teilten seine Töchter nach seinem Tod seine Besitzungen untereinander auf.

## Werke
- The treatise on the laws and customs of the realm of England, commonly called Glanvill. Nelson, London 1965